# Borgward RS
Borgward RS är en sportvagn, tillverkad av den tyska biltillverkaren Borgward mellan 1952 och 1958.

## Bakgrund
Efter att ha köpt upp flera nordtyska biltillverkare under 1930-talet började Carl F.W. Borgward bygga bilar under eget namn strax före andra världskrigets början. Under kriget förstördes åttio procent av företagets fabriksanläggningar i Bremen men återuppbyggnaden gick anmärkningsvärt snabbt och redan 1948 introducerades Borgward Hansa 1500, den första tyska efterkrigsbilen. Med Hansa-modellen som grund påbörjades en satsning på motorsport men resurserna var knappa och arbetet utfördes näst intill på hobbybasis.

## Utveckling
Den första tävlingsbilen baserad på Hansa-modellen byggdes inte av Borgward själva utan av August Momberger, som på trettiotalet arbetat med silverpilarna  från Auto-Union, och hans konstruktionsbyrå INKA (Ingenieur-Konstruktions-Arbeitsgemeinschaft). Borgward-INKA slog flera hastighetsrekord på den franska Montlhéry-banan 1950. Carl Borgward, som imponerades av insatsen, köpte konstruktionen och betalade för hela utvecklingsarbetet. Han överlät sedan vidareutvecklingen av INKA-bilen på en liten grupp entusiastiska Borgward-medarbetare, för deltagande i sportvagnsracingens 1,5-litersklass.
Borgwards motorkonstruktör Karl Ludwig Brandt lyckades locka ut högre toppeffekter ur motorn än konkurrenterna, främst Porsche och Veritas, bland annat genom att förse den med bränsleinsprutning. Däremot hämmades Borgwarden av ett alltför tungt chassi och sämre väghållning än motståndarna. Borgward saknade tillgång till en vindtunnel och utformningen av karossen testades fram på Autobahn. 1954 tog Brandt fram en för tiden mycket avancerad motor, baserad på det kortslagiga motorblocket från den nya Isabellan. Topplocket fick dubbla överliggande kamaxlar och fyra ventiler per cylinder, dubbeltändning och direktinsprutning.
Borgwards tävlingsbil blev aldrig särskilt framgångsrik och i slutet av 1958 avvecklades satsningen. Den avancerade motorn levde dock vidare som drivkälla för formel 2-bilar. Det privata formel 1-stallet British Racing Partnership körde även formel 1 under säsongen 1959 med en Borgward-motor.

## Tekniska data
| Tekniska data         | RS '52                                        | RS '58                                                |
| --------------------- | --------------------------------------------- | ----------------------------------------------------- |
| Motor:                | Frontmonterad 4-cylindrig radmotor            | Frontmonterad 4-cylindrig radmotor                    |
| Cylindervolym:        | 1498 cm³                                      | 1488 cm³                                              |
| Max effekt:           | 90 hk                                         | 165 hk vid 7 500 v/min                                |
| Ventilstyrning:       | 2 stötstångsmanövrerade ventiler per cylinder | Dubbla överliggande kamaxlar, 4 ventiler per cylinder |
| Förgasare:            | Dubbla förgasare                              | Direktinsprutning                                     |
| Växellåda:            | 4-växlad manuell                              | 5-växlad manuell                                      |
| Hjulupphängning fram: | Dubbla tvärlänkar, skruvfjädrar               | Dubbla tvärlänkar, skruvfjädrar                       |
| Hjulupphängning bak:  | Pendelaxel, tvärställd bladfjäder             | De Dion-axel, skruvfjädrar                            |
| Bromsar:              | Hydrauliska trumbromsar                       | Hydrauliska trumbromsar                               |
| Chassi:               | Rörram av stål                                | Rörram av stål                                        |
| Torrvikt:             | Ca 650 kg                                     | Ca 650 kg                                             |
| Toppfart:             | 225 km/h                                      | 250 km/h                                              |

## Tävlingsresultat

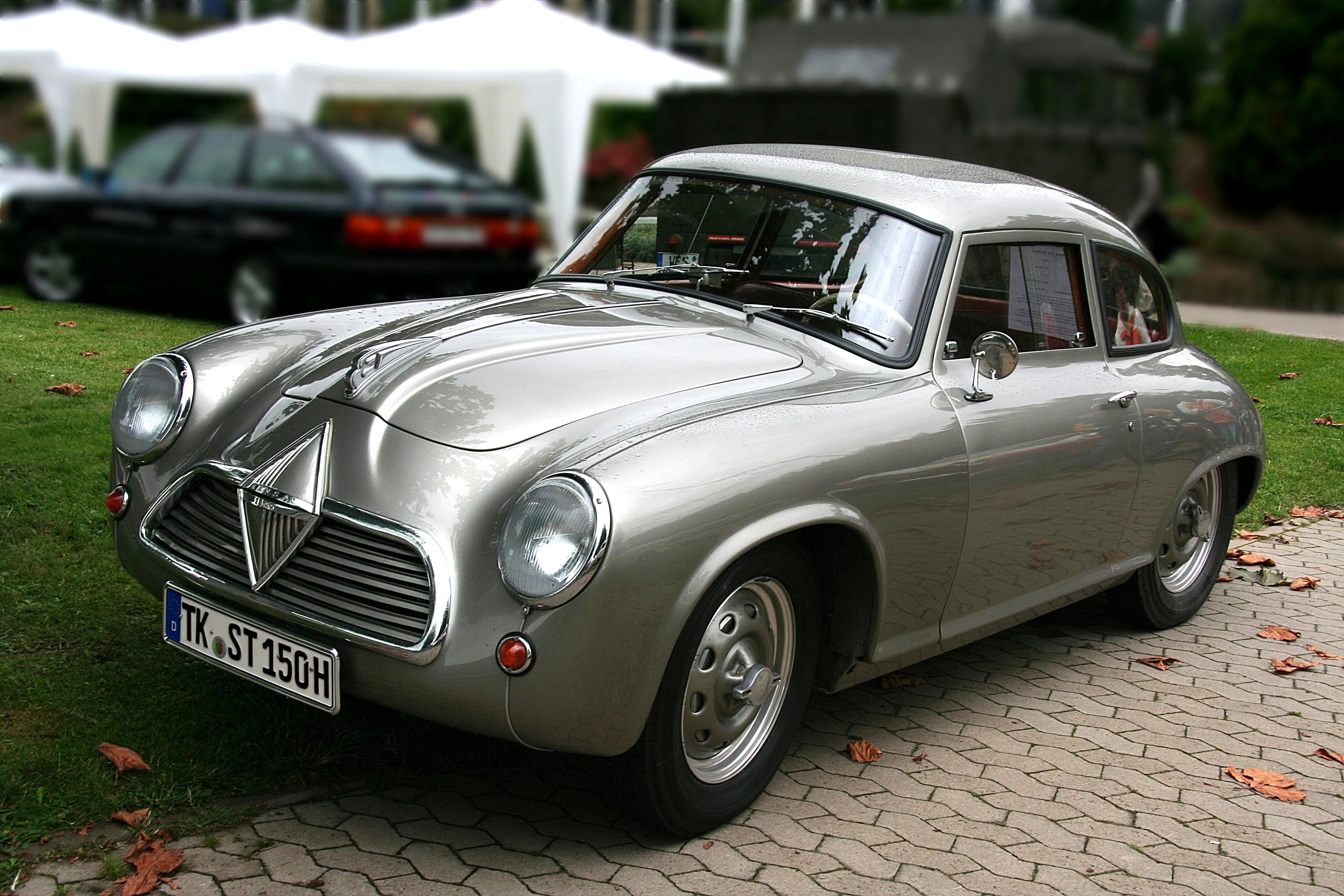
Borgward Hansa 1500 Coupé deltog i Le Mans 24-timmars 1953.

Borgwards framgångar begränsades till nationella tävlingar. Fabriksföraren Hans Hugo Hartmann tog en klasseger i Avusrennen 1952. 1953 ledde han länge 1,5-literklassen i Carrera Panamericana men körde sönder bilen på sista sträckan och diskvalificerades efter att ha missat stopptiden med sju sekunder. Händelsen väckte dock ganska mycket uppmärksamhet för märket Borgward. Även i Le Mans 24-timmars samma år grinade oturen Borgward i ansiktet. Fabriken hade anmält tre bilar med coupékaross till tävlingen. En av dessa kom aldrig till start och de två andra tvingades bryta, den sista så sent som en halvtimme före målgång. Karl-Günther Bechem vann Eifelrennen 1954 och 1957 blev Hans Herrmann EM-tvåa i backe.
Till säsongen 1958, som skulle visa sig bli Borgwards sista, kom Joakim Bonnier till fabriksstallet. Han blev bäste Borgward-förare i back-EM, med en andraplacering efter en vinst vid tävlingen i Freiburg im Breisgau. Bonnier hade även en tuff kamp med Jean Behra i en Porsche i sportvagnsracet på Nürburgring i samband med Tysklands Grand Prix. Behra vann till slut med bara några tiondels sekunders marginal.